# Тачира
Тачира (шп. Estado Táchira),  једна је од 23 државе у Боливарској Републици Венецуели. Главни и највећи град је Сан Кристобал. Ова савезна држава покрива укупну површину од 11.100 км ² и има 1.263.628 становника (2011).

## Привреда
Крајем XIX века, држава Тачира је била место где је откривена нафта у Венецуели. Експлоатација је уследила много година касније. Међутим, главна приведна грана и највећи приходи државе долазе од производње кафе и ананаса, а не од нафте. Узгој стоке је такође, врло важна грана у држави. Индустријски сектор се базира на обради кромпира, шећера, млека и сира и производњи текстила.
Тачира је једна од три венецуеланске државе Анда (друге две су Мерида и Трухиљо).